# Lawrence Hauben
Lawrence Alan Hauben (Nova Iorque, 3 de março de 1931 - Santa Bárbara, 22 de dezembro de 1985) foi um ator e roteirista estadunidense. Ele ganhou o Oscar de Melhor Roteiro Adaptado por Um Estranho no Ninho (1975). Ele também ganhou um Globo de Ouro e um Writers Guild of America Award.

## Prêmios
| Prêmio                          | Categoria                | Resultado | Ano  | Nota(s)        |
| ------------------------------- | ------------------------ | --------- | ---- | -------------- |
| Oscar                           | Melhor Roteiro Adaptado  | Venceu    | 1976 | com Bo Goldman |
| Golden Globe Awards             | Melhor Roteiro de Cinema | Venceu    | 1976 | com Bo Goldman |
| Writers Guild of America Awards | Melhor Roteiro Adaptado  | Venceu    | 1976 | com Bo Goldman |
| British Academy Film Awards     | Melhor Roteiro Adaptado  | Indicado  | 1976 | com Bo Goldman |